# Sulisław (Różańsko)
Sulisław (niem. do 1945 r. Neu Rosenthal) – kolonia wsi Różańsko w Polsce, położona w województwie zachodniopomorskim, w powiecie myśliborskim, w gminie Dębno. Wchodzi w skład sołectwa Różańsko.  
W latach 1975–1998 kolonia administracyjnie należała do woj. gorzowskiego.
Według danych z 2015 r. kolonia liczyła 16 mieszkańców.

## Historia
Folwark Neu Rosenthal w XIX/XX w. należał do majątku Dolsk.

## Ludność
Liczba ludności w ostatnich trzech wiekach:

## Edukacja
Uczniowie uczęszczają do szkoły podstawowej w Różańsku i gimnazjum publicznego w Smolnicy.